# Krokar
Krokar (znanstveno ime Corvus corax) je ptič pevec iz družine vranov, ki gnezdi po večini severne poloble. Je največji predstavnik pevcev, zaradi impozantne velikosti in elegantnega videza ga omenjajo izročila številnih ljudstev po svetu.

## Telesne značilnosti
Odrasli dosežejo 69 cm v dolžino in 1,5 m čez peruti ter težo več kot 1,5 kilograma, s čimer lahko presegajo kanjo. Imajo razmeroma dolge in vitke peruti, zelo močan, dletast kljun ter klinast rep. Nosne ščetine pokrivajo bazo kljuna skoraj do polovice. Operjenost je v celoti bleščeče črna, perje se včasih modrikasto ali zelenkasto svetlika zaradi iridescence. Posebej opazna je močna operjenost okoli vratu, včasih z razmršenimi peresi, ki jih lahko nasršijo pri dvorjenju. Samice so v povprečju manjše od samcev, vendar spolov od daleč ni možno razlikovati med seboj. Tudi mladostni osebki so podobni, le da njihovo perje postane občutno bolj bledo, lahko celo rahlo rjavkasto do konca prve zime, medtem ko pri odraslih perje skoraj ne obledi več.

## Vedenje in ekologija
Krokar je vsejed. Najbolj je znan kot mrhovinar, ki pogosto spremlja velike plenilce, pleni pa tudi sam manjše vretenčarje, kot so glodavci in mladiči drugih ptic v gnezdih. Poleg tega njegova prehrana vsebuje veliko količino členonožcev in sezonsko tudi rastlinskih semen. V bližini človeka najde veliko hrane, zato se ponekod krokarji v večjem številu zadržujejo okoli naselij in jih obravnavajo kot škodljivce, v splošnem pa živijo odmaknjeno. Glede gnezdišča vrsta ni izbirčna in gnezdi v vseh možnih okoljih severne poloble, od odprtih planjav (vključno s puščavami in tundro) in plavajočega arktičnega ledu prek gozdnate krajine do klifov in strmega visokogorja.
Slovi po izjemni inteligenci, čeprav je o tem malo zanesljivih dokazov. Bolje raziskan je obsežen repertoar oglašanja z nekaj deset glasov znanega in še več glasov neznanega pomena, ki ga uporablja v dokaj zapletenih socialnih interakcijah. Sposoben je tudi posnemati glasove iz okolice. Najbolj znan primer oglašanja je glasen klic s tremi do štirimi kratkimi »kra«, ki ga krokarji uporabljajo za signaliziranje prisotnosti.

### Razširjenost
Območje razširjenosti obsega skoraj vso severno poloblo, natančneje Palearktiko in Nearktiko (skupno imenovani Holarktika), s čimer je krokar naravno najbolj razširjena vrsta pevcev. Populacije z različnih delov sveta se praktično ne križajo in se genetsko ter anatomsko razlikujejo, zato jih obravnavamo kot ločene podvrste. Načeloma so krokarji iz severnejših populacij večji.
V Sloveniji je krokar pogost, največ jih gnezdi v hribovitih in gozdnatih območjih, izogiba pa se nižinam brez gozda in gosto poseljenim območjem. V preteklosti so ga intenzivno preganjali kot nadlogo, zdaj pa se številčnost veča.